# Sigean
Sigean település Franciaországban, Aude megyében. Lakosainak száma 5620 fő (2022. január 1.). Sigean La Palme, Port-la-Nouvelle, Peyriac-de-Mer, Portel-des-Corbières és Roquefort-des-Corbières községekkel határos.

## Népesség
A település népessége az elmúlt években az alábbi módon változott:
| Lakosok száma | 3033 | 3058 | 3373 | 4920 | 5434 | 5463 | 5477 | 5533 | 5542 | 5620 |
|               | 1968 | 1982 | 1990 | 2006 | 2013 | 2015 | 2017 | 2019 | 2020 | 2022 |